# 美田園北
美田園北（みたぞのきた、英: Mitazonokita）は、宮城県名取市の町丁。郵便番号は981-1218。
名取市ホームページによると、美田園北の2022年（令和4年）9月末時点での域内の人口は261人であり、世帯数は85人である。

## 地理
美田園北は、東西北部で下増田と、南部で美田園と接している。住宅街や商業施設が展開している。

## 沿革
- 1869年（明治元年） - 陸奥国が分割されて、磐城国の所属となる。
- 1871年（明治4年） - 仙台県の所属となる。
- 1889年（明治22年） - 町村制施行により、名取郡下増田村と杉ケ袋村と合併し、下増田村成立。
- 1950年（昭和30年） - 下増田村が、名取郡増田町、閖上町、館腰村、高舘村、愛島村と新設合併し、名取町が成立。
- 1953年（昭和33年） - 名取町が、単独で市制施行し、名取市が成立。
- 2013年（平成25年） - 美田園団地の北側隣接地（下増田字前田および飯塚）において、「下増田地区防災集団移転促進事業移転先団地」造成工事により、大字美田園北成立。

## 名称の由来
名取市の町丁の美田園の北に位置する為。

## 交通

### 道路
- 宮城県道10号塩釜亘理線

### バス
- なとりん号
  - まちなか循環線